# قناة التاريخ التلفزيونية
قناة التاريخ التلفزيونية (بالإنجليزية: History)‏ (من عام 1995 إلى 2008) شبكة تلفزيون أميركية تبث برامجها على القنوات الأرضية الداخلية وعلى القنوات الفضائية تملكها شبكة A + E، وهو مشروع مشترك بين شركة هيرست ومجموعة ديزني-ABC التلفزيونية من شركة والت ديزني.
بدأت القناة في البداية كمحطة لبث البرامج الوثائقية والتاريخية. ومنذ عام 2008 بدأت ببث مجموعة متنوعة من سلسلة التلفزيون الواقعي مثل Pawn Stars وAx Men وغيرها من المحتويات غير ذات الصلة بالتاريخ. وكثيرا ما انتقدت الشبكة من خلال العلماء والمؤرخين والمتشككين لبث البرامج شبه الوثائقية وبرامج التحقيق المثيرة وغير الحقيقية، مثل Nostradamus Effect، Brad Meltzer's Decoded، UFO Hunters وAncient Aliens. في شهر فبراير عام 2015، وصل عدد الأسر الأمريكية التي تشاهد القناة إلى ما يقرب من 96,149,000 (82.6% من الأسر التي تمتلك التلفزيون).
الإصدارات الدولية المترجمة من قناة التاريخ متاحة في أشكال ولغات مختلفة في الهند وكندا وأوروبا وأستراليا والشرق الأوسط وأفريقيا وأمريكا اللاتينية. وتم إطلاق أول نسخة أوروبية في الدول الاسكندنافية في عام 1997 من قبل VIASAT التي لها الآن قناة التاريخ الخاصة بها اسمها فياستات التاريخ (بالإنجليزية: Viasat History)‏.